# Den andra sporten
Den andra sporten är en dokumentär tv-serie om damfotboll från 2013. Den sändes ursprungligen i tre delar i Sveriges Television och SVT Play i samband med Europamästerskapet 2013 som spelades i Sverige.
Tv-serien har fokus på villkor och utveckling i svensk damfotboll sedan de första klubbarna organiserades i mitten av 1960-talet och fram till och med idag via Öxabäcks IF:s dominans under 1970- och 1980-talen, och Umeå IK:s framgångar under 2000-talet, samt när Sverige vann det första Europamästerskapet 1984 till och med 2013 när Europamästerskapet spelades i Sverige.
Dokumentärserien är producerad av Freedom From Choice och Sveriges Television och skapad av filmarna Mattias Löw, Valentina Santi Löw och Orvar Anklew.
Medverkar gör fotbollsstjärnorna Marta, Lotta Schelin, Kosovare Asllani, Hope Solo, före detta stjärnorna Hanna Ljungberg, Victoria Sandell Svensson, Malin Moström, Lena Videkull, Anette Börjesson, Pia Sundhage, Marika Domanski-Lyfors samt Gunilla Paijkull, Lilie Persson, Elisabeth Leidinge, Jennifer Wegerup, Elísabet Gunnarsdóttir, Ulf Lyfors, Tony Gustavsson, Stefan Rehn, Torbjörn Nilsson, Lars-Åke Lagrell, Karl-Erik Nilsson, Roland Arnqvist, Lennart Johansson, Johan Esk och Thomas Dennerby.

### Fotnoter
1. ↑  ”Den andra sporten”. Svensk mediedatabas. 26 februari 2013. http://smdb.kb.se/catalog/search?q=%22Den+andra+sporten%22&sort=OLDEST. Läst 14 februari 2015.